# Schloss Hohenroden
Schloss Hohenroden, früher auch Burgstall Schneggenroden genannt, ist ein mittelalterliches Schloss bei Essingen im Ostalbkreis.

## Lage

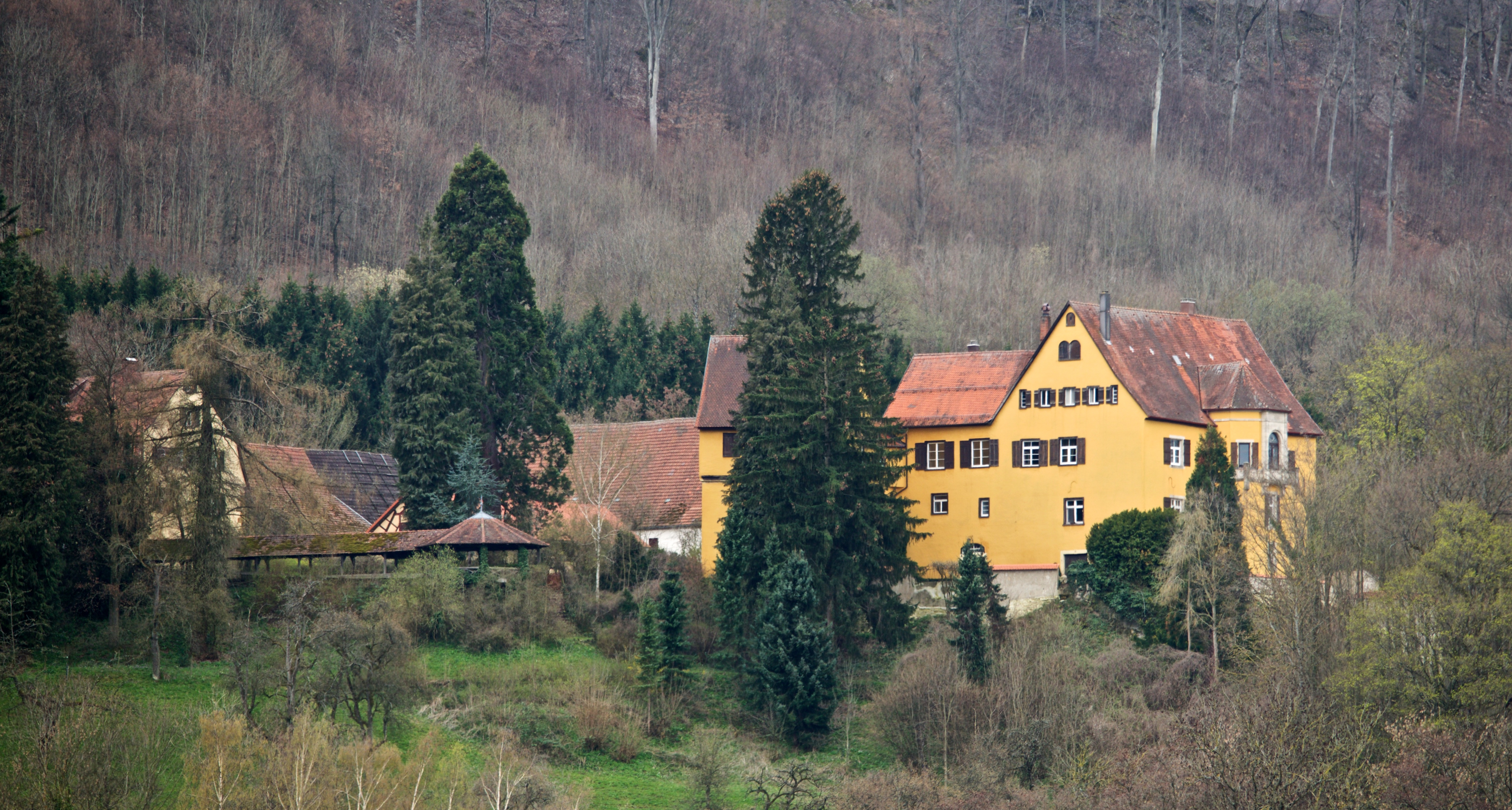
Schloss Hohenroden

Das Schloss liegt im Welland, welches naturräumlich zum Vorland der östlichen Schwäbischen Alb zählt. Es befindet sich auf einem Vorsprung des Albtraufes an der Straße zwischen Heubach-Lautern und Essingen.
Der Vorsprung, auf dem das Schloss liegt, wird von zwei kleinen Bachtälern abgegrenzt, im Osten dem Tal des Lauchklingenbachs. Etwas bachabwärts befindet sich an diesem auch der Birkhof, welcher einst zur Burg gehörte. Im westlichen Tal befindet sich ein Weiher.

## Geschichte

Wappen der Herren von Roden

Im Jahre 1293 wurde die Burg Schneggenroden, die von Ernfried von Roden erbaut worden sein soll, erstmals urkundlich erwähnt. Die Burg wurde 1362 von Ulrich von Roden genannt Sneggenroden für 590 Pfund Heller an Friedrich von Westerstetten genannt Schauche verkauft. Dessen Sohn, Hans von Westerstetten, verkaufte die Burg 1401 an Georg I. von Woellwarth. Dieser gab sie 1410 an seinen Sohn Georg II. weiter, der die Burg wohl um 1434 umbauen ließ. 1538 wurde das Schloss für 8500 Gulden an die Linie der Woellwarth-Lauterburg verkauft, in deren Besitz sie sich heute immer noch befindet. Im Dreißigjährigen Krieg wurde das Schloss schwer in Mitleidenschaft gezogen und musste danach renoviert werden. Heute ist das Schloss ein landwirtschaftlicher Betrieb.